# Чиплі (Флорида)
Чиплі (англ. Chipley) — місто (англ. city) в США, в окрузі Вашингтон штату Флорида. Населення — 3660 осіб (2020).

## Географія
Чиплі розташоване за координатами 30°46′32″ пн. ш. 85°32′25″ зх. д. / 30.77556° пн. ш. 85.54028° зх. д. (30.775590, -85.540409).  За даними Бюро перепису населення США в 2010 році місто мало площу 10,84 км², уся площа — суходіл.

## Демографія
Згідно з переписом 2010 року, у місті мешкало 3605 осіб у 1380 домогосподарствах у складі 906 родин. Густота населення становила 333 особи/км².  Було 1615 помешкань (149/км²).
Расовий склад населення:
| - 68,2 % — білих - 26,9 % — чорних або афроамериканців - 1,1 % — азіатів - 0,8 % — корінних американців - 0,1 % — вихідців з тихоокеанських островів |

До двох чи більше рас належало 2,4 %. Частка іспаномовних становила 2,9 % від усіх жителів.
За віковим діапазоном населення розподілялося таким чином: 27,2 % — особи молодші 18 років, 57,7 % — особи у віці 18—64 років, 15,1 % — особи у віці 65 років та старші. Медіана віку мешканця становила 34,5 року. На 100 осіб жіночої статі у місті припадало 89,7 чоловіків;  на 100 жінок у віці від 18 років та старших — 86,1 чоловіків також старших 18 років.
Середній дохід на одне домашнє господарство  становив 35 822 долари США (медіана — 30 907), а середній дохід на одну сім'ю — 42 502 долари (медіана — 38 835). За межею бідності перебувало 31,2 % осіб, у тому числі 40,4 % дітей у віці до 18 років та 10,8 % осіб у віці 65 років та старших.
Цивільне працевлаштоване населення становило 1075 осіб. Основні галузі зайнятості: освіта, охорона здоров'я та соціальна допомога — 18,0 %, роздрібна торгівля — 17,9 %, оптова торгівля — 14,3 %, публічна адміністрація — 12,1 %.